# 11073 Cavell
11073 Cavell è un asteroide della fascia principale. Scoperto nel 1992, presenta un'orbita caratterizzata da un semiasse maggiore pari a 2,4008268 UA e da un'eccentricità di 0,1726571, inclinata di 1,65434° rispetto all'eclittica.
L'asteroide è dedicato all'infermiera britannica Edith Cavell.